# فیرفون
Fairphone یک تولیدکننده الکترونیک هلندی است که در زمینه طراحی و تولید گوشی‌های هوشمند و هدفون فعالیت می‌کند. این شرکت تلاش دارد تا تأثیرات اخلاقی و محیط زیستی دستگاه‌های خود را از طریق استفاده از مواد بازیافتی، مواد دارای گواهینامه تجارت منصفانه و مواد بدون مناقشه کاهش دهد. همچنین، با حفظ شرایط کاری منصفانه در کل زنجیره تأمین و امکان تعمیر آسان دستگاه‌ها از طریق طراحی مدولار و ارائه قطعات یدکی، گام‌هایی به سوی پایداری برمی‌دارد.

## تاریخچه
Fairphone در ژانویه ۲۰۱۳ توسط Bas van Abel، Tessa Wernink و Miquel Ballester به عنوان یک شرکت مبتنی بر اهداف اجتماعی تأسیس شد؛ شرکتی که پیش از این به عنوان یک کمپین به مدت دو و نیم سال فعالیت می‌کرد. در آوریل ۲۰۱۵، شرکت به عنوان یک شرکت B Corporation ثبت شد.
از نسخه دوم به بعد، تولید گوشی Fairphone در شهر سوژو، چین توسط شرکت Hi-P International Limited انجام می‌شود. در نوامبر ۲۰۲۱، مدل Fairphone 4 عرضه شد. تا فوریه ۲۰۲۲، حدود ۴۰۰,۰۰۰ دستگاه فروخته شده بود.
در سال ۲۰۲۳، کنسرسیومی از سرمایه‌گذاران تاثیرگذار به رهبری سهامداران جدید Invest-NL، صندوق تأثیرپذیر ABN AMRO Sustainable Impact Fund و سهامدار موجود Quadia (از طریق Regenero Impact Fund) مبلغ ۴۹ میلیون یورو در Fairphone سرمایه‌گذاری کردند.

## محصولات
در زیر جدول مشخصات محصولات Fairphone ارائه شده است:
| نام          | تاریخ عرضه      | پردازنده (SoC)              | واحد پردازش مرکزی (CPU)                                              | واحد پردازش گرافیکی (GPU)      | حافظه (گیگابایت) | حافظه داخلی (گیگابایت) | اندازه صفحه نمایش | دوربین‌ها                                                                           | نسخه اولیه اندروید | ظرفیت باتری (mAh) |
| ------------ | --------------- | --------------------------- | -------------------------------------------------------------------- | ------------------------------ | ---------------- | ---------------------- | ----------------- | ---------------------------------------------------------------------------------- | ------------------ | ----------------- |
| Fairphone 1  | دسامبر ۲۰۱۳     | MediaTek MT6589             | Cortex-A7 (۱.۲ گیگاهرتز، ۴ هسته)                                     | PowerVR SGX544MP (۲۸۶ مگاهرتز) | ۱                | 16 + تا 64             | 4.3 اینچ          | 8 مگاپیکسل (عقب)، 1.3 مگاپیکسل (جلو)                                               | 4.2.2              | 2000              |
| Fairphone 2  | دسامبر ۲۰۱۵     | Qualcomm Snapdragon 801     | Krait (2.26 گیگاهرتز، ۴ هسته)                                        | Adreno 330 (۵۷۸ مگاهرتز)       | ۲                | 32 + تا 2TB            | 5 اینچ            | 12 مگاپیکسل (عقب)، 5 مگاپیکسل (جلو)                                                | 5.1                | 2420              |
| Fairphone 3  | سپتامبر ۲۰۱۹    | Qualcomm Snapdragon 632     | Kryo 250 (ترکیب ۱.۸ گیگاهرتز + ۱.۸ گیگاهرتز، ۴ هسته)                 | Adreno (۵۰۶ مگاهرتز)           | ۴                | 64 + تا 2TB            | 5.65 اینچ         | 12 مگاپیکسل (عقب)، 8 مگاپیکسل (جلو)                                                | 9                  | 3060              |
| Fairphone 3+ | سپتامبر ۲۰۲۰    | Qualcomm Adreno 506         | 4 + 4 cores (1.8 GHz Kryo 250 Gold + 1.8 GHz Kryo 250 Silver)        | Qualcomm Adreno 506            | ۴                | ۶۴                     | 5.65 اینچ         | 48 مگاپیکسل (عقب: خروجی ۱۲ مگاپیکسل)، 16 مگاپیکسل (جلو)                            | 10                 | 3060 / 3000       |
| Fairphone 4  | 30 سپتامبر ۲۰۲۱ | Qualcomm Snapdragon 750G    | Kryo 570 (ترکیب 2.2+1.8 گیگاهرتز، ۲+۶ هسته)                          | Adreno (۶۱۹ مگاهرتز)           | ۶/۸              | 128/256 + تا 2TB       | 6.3 اینچ          | 48 مگاپیکسل OIS، 48 مگاپیکسل فوق عریض (همراه با سنسور ToF + رنگ) 25 مگاپیکسل (جلو) | 10                 | 3905              |
| Fairphone 5  | 30 اوت ۲۰۲۳     | Qualcomm Snapdragon QCM6490 | Kryo 670 (ترکیب Prime+Gold+Silver: 2.7+2.4+1.9 گیگاهرتز، ۱+۳+۴ هسته) | Adreno (۶۴۳ مگاهرتز)           | ۶/۸              | 128/256 + تا 2TB       | 6.46 اینچ         | 50 مگاپیکسل OIS، 50 مگاپیکسل فوق عریض (همراه با سنسور ToF + رنگ) 50 مگاپیکسل (جلو) | 13                 | 4200              |

## تأثیر اجتماعی و رقبای موجود
گوشی‌های Fairphone دارای طراحی مدولار هستند که امکان تعمیر و شخصی‌سازی آسان توسط کاربر را فراهم می‌کند؛ امری که با اصول «حق تعمیر» همخوانی دارد. طبق اظهارات شرکت، افزایش دو ساله عمر یک گوشی می‌تواند میزان انتشار CO₂ را تا ۳۰٪ کاهش دهد.
فلزاتی مانند طلا و نقره مورد استفاده در Fairphone 4 دارای نشان تجارت منصفانه هستند و سایر فلزات از معادن بدون مناقشه تأمین می‌شوند. شرکت علاوه بر ارائه ضمانت‌نامه ۵ ساله، پشتیبانی بلندمدت نرم‌افزاری و تهیه قطعات یدکی را نیز تضمین می‌کند. در سال ۲۰۱۷، بنیان‌گذار Fairphone، Bas van Abel، اذعان کرد که در حال حاضر تولید یک گوشی کاملاً منصفانه امکان‌پذیر نیست و به عبارت دقیق‌تر، گوشی‌های شرکت «بیشتر منصفانه» نامیده می‌شوند.
در مصاحبه‌ای با Will Georgi، تسا ورنینک (یکی از بنیان‌گذاران) به نکته زیر اشاره کرد:
>: «ممکن است تصور اشتباهی بر این باشد که به عنوان یک شرکت اجتماعی، ما مانند یک کسب‌وکار «عادی» عمل نمی‌کنیم؛ در حالی که در بسیاری از جنبه‌ها انتخاب‌های ما مشابه است — ما همچنان باید درآمد کسب کنیم و گوشی بفروشیم — اما نتایج و اهداف ما متفاوت‌اند. تمرکز ما بر سرمایه‌گذاری در نوآوری‌های اجتماعی به جای نوآوری صرفاً فنی است. در حالی که سایر شرکت‌های تولید گوشی به دنبال فناوری‌های جدید می‌روند، ما بر بهبود زنجیره تأمین متمرکز هستیم.»
همچنین، نظرسنجی‌ای که توسط Franziska Verena Haucke در Journal of Cleaner Production انجام شده است نشان می‌دهد که:
>: «سبک زندگی پایدار عاملی غالب در توضیح مشارکت با Fairphone است. به طرز شگفت‌انگیزی، یافته‌ها نشان می‌دهند که مصرف جایگزین به نظر می‌رسد تأثیر منفی بر مشارکت با Fairphone داشته باشد و تعهد اجتماعی نقش کمی در مدل دارد. این جنبه‌ها Fairphone را به عنوان یک پدیده فنی که بر انتخاب سبک زندگی پایدار متمرکز است، برجسته می‌کند.»
Shiftphone، تولیدکننده‌ای کوچک در زمینه تلفن‌های همراه با تمرکز بر پایداری و طراحی مدولار، نیز از رقبای Fairphone محسوب می‌شود؛ به‌طوری که بنیان‌گذار این شرکت معتقد است همکاری میان این دو می‌تواند تأثیر قابل توجهی بر سایر رقبای بزرگ داشته باشد.

## تشخیص و گواهی‌ها
در سال ۲۰۱۶، Bas van Abel (بنیان‌گذار و نخستین مدیرعامل) از میان سه نفر، یکی از برندگان جایزه محیط زیست آلمان شد.
Fairphone 4 یکی از اولین گوشی‌های هوشمند دریافت‌کننده گواهینامه TCO Certified بود که در سال ۲۰۲۱ این گواهی را دریافت کرد. از سوی دیگر، در سال ۲۰۱۵ مقایسه‌ای توسط انجمن Südwind، مرکز تحقیقات شرکت‌های چندملیتی و شبکه GoodElectronics نشان داد که Fairphone 1 از معیارهای پایداری و اجتماعی فراتر از استانداردهای صنعتی و حتی معیارهای TCO Certified برخوردار است.
علاوه بر این، Fairphone سه رتبه پلاتینی متوالی از EcoVadis کسب کرده و در سیستم امتیازدهی ۸۸ از ۱۰۰ نمره دریافت کرده است که آن را در بین ۱٪ برتر کسب‌وکارهای ارزیابی شده توسط این سازمان قرار می‌دهد.

## سیستم‌های عامل
گوشی‌های Fairphone قادر به اجرای چندین سیستم عامل هستند، از جمله CalyxOS, DivestOS, /e/, iodeOS, LineageOS، Ubuntu Touch و سایر سیستم‌ها
همچنین، شرکت Murena که با بنیاد /e/ مرتبط است، گوشی‌های Fairphone را با سیستم عامل /e/ پیش‌نصب عرضه نموده و برای آن‌ها ضمانت ارائه می‌کند. از فوریه ۲۰۲۵، پشتیبانی رسمی /e/ برای مدل‌های FP3، FP4 و FP5 بر اساس اندروید ۱۳ اعلام شده است.

## «همچنین مشاهده شود»
- مصرف‌گرایی اخلاقی
- تجارت منصفانه
- رایانش سبز
- سخت‌افزار متن‌باز